# Francis S. Low

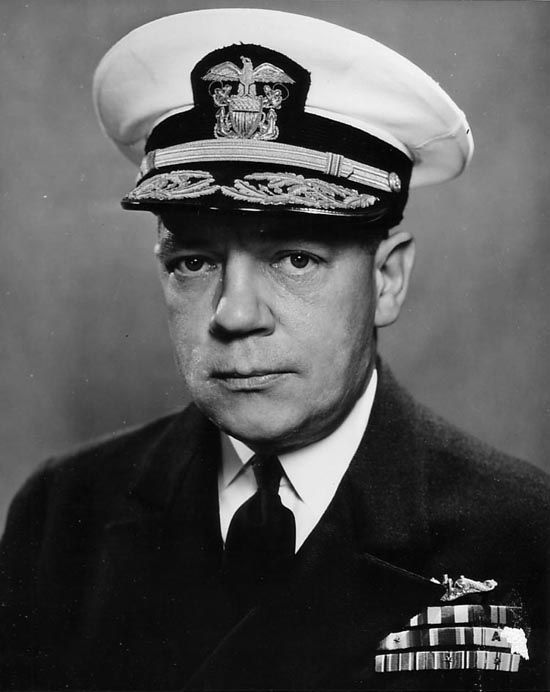
Francis Stuart Low cuando era almirante de la Marina de los Estados Unidos

Francis Stuart Low CBE (15 de agosto de 1894 - 22 de enero de 1964) fue un condecorado oficial de la Marina de los Estados Unidos con el rango de almirante de cuatro estrellas. Experto en guerra submarina, se le atribuye la idea de que los bombarderos bimotores del ejército pudieran lanzarse desde un portaaviones. Esta idea se adoptó más tarde para la planificación de la incursión Doolittle.
Low se distinguió como jefe de Estado Mayor de la Décima Flota de EE. UU. durante la campaña de los submarinos en el Océano Atlántico y completó su carrera en 1956 como Comandante de la Frontera Marítima Occidental y Comandante de la Flota de Reserva del Pacífico.